# علي محمود عبدي
علي محمود عبدي سياسي صومالي وعضو في البرلمان الاتحادي الانتقالي. أصيب في هجوم لحركة الشباب على فندق منى في العاصمة الصومالية مقديشو، وأسفر الهجوم عن مقتل أربعة من أعضاء مجلس النواب وهم محمد حسن نور و جيدي عبدي جديد وبولّي حسن معلم، وإدريس موسى علمي، وإصابة خمسة آخرين.  